# Феррата, Эрколе
Эрколе Феррата (итал. Ercole Ferrata, 1610, Пеллио-Интельви близ Комо, Ломбардия — 10 июля 1686, Рим) — итальянский скульптор, один из выдающихся представителей римского барокко.

## Жизнь и творчество
Эрколе Феррата начал изучать искусство в юности, в родном городке на севере Италии. Затем он провёл семь лет в мастерской генуэзского скульптора Томмазо Орсолино, с которым он работал над циклом скульптур для городского собора Павии. Из Генуи Феррата в 1637 году направился в Неаполь, где работал преимущественно над заказами членов аристократических семейств Корсини и Савелли. Сотрудничал с Козимо Фанзаго и Джулиано Финелли, учеником и помощником Дж. Л. Бернини, впервые таким образом познакомившись с уникальным берниниевским стилем. В 1637 году вступил в неаполитанскую гильдию скульпторов. В 1646 году Феррата работал в соборе Аквилеи.
В 1647 году Эрколе Феррата окончательно переехал в Рим, где поначалу следовал стилю Алессандро Альгарди. Вместе с Доменико Гвиди работал для церкви Сан-Никола-да-Толентино в Риме. В 1648 году у него появился ученик Томмазо Амантини.
Покровительствуемый кардиналом Бернардино Спада из болонского аристократического рода Спада, Эрколе Феррата в 1647 году стал работать в римской мастерской Джованни Лоренцо Бернини, занятого в это время на работах в соборе Святого Петра. Феррата постепенно отходил от переходного классицистически-барочного стиля Альгарди и Франсуа Дюкенуа, приближаясь к более выразительному стилю Джан Лоренцо Бернини.
Около 1660 года Эрколе Феррата работал над «живописными рельефами» и статуями для церкви Сант-Аньезе-ин-Агоне. Под руководством Бернини он создал статую «Ангела с крестом Распятия» для Понте Сант-Анджело (1668—1669). В 1667 году выполнил композицию «Слон, несущий на спине обелиск» по рисунку Бернини перед церковью Санта-Мария-сопра-Минерва в Риме.
Феррата выполнял заказы не только Папского государства, но и королевы Швеции Кристины Шведской. Он создал статую Святой Екатерины Сиенской для капеллы Киджи в Сиенском соборе и, вместе с Франческо Априле, статую Святой Анастасии для одноимённой церкви в Риме, вдохновленной «Блаженной Людовикой Альбертони» — шедевром Бернини в римской церкви Сан-Франческо-а-Рипа.
Унаследовав многие эскизы и студийные модели Альгарди, Эрколе открыл собственную мастерскую (действовавшую с 1659 года до смерти скульптора в 1686 году), в которой обучались в разное время Мельхиоре Кафа, Антон Доменико Габбиани, Лоренцо Оттони, Джованни Баттиста Фоджини.
В 1662—1665 годах Феррата работал в мастерской художника Пьетро да Кортона. При помощи последнего Феррата стал членом римской Академии Святого Луки. В 1673 году великий герцог Тосканы Козимо III Медичи поставил скульптора вместе с Чиро Ферри во главе Флорентийской академии в Риме (l’Accademia Fiorentina nell’Urbe), которую также называют «Римской академией Медичи», располагавшейся в Палаццо Мадама.
Феррата занимался реставрацией античной скульптуры по заказам богатейших коллекционеров Рима: работал над торсом, найденным в раскопках у церкви Санта-Мария-ин-Валичелла, и, по некоторым данным, восстановил утраченные части рук статуи Венеры Медичи.
После его смерти самые ценные произведения из частной коллекции скульптора были переданы в дар Римской и Миланской академиям. Скульптурные произведения Э. Феррата и их реплики можно увидеть в различных городах Европы — от Санкт-Петербурга и Вроцлава до Флоренции и Неаполя.

## Галерея
- Ангел с крестом Распятия. 1668—1669. Мост Святого Ангела, Рим
- Фонтан Нептуна. Паласио Националь. Келуш (Синтра), Португалия
- Алтарь Встречи Марии и Елисаветы церкви Санта-Мария-дель-Пополо, Рим. Правый Ангел. Мрамор. 1659
- Святая Агнесса в огне. Ок. 1660 г. Церковь Сант-Аньезе-ин-Агоне, Рим
- Монумент Джулио дель Корно. Церковь Иисуса и Марии, Рим
- «Обелиск слона» перед фасадом базилики Санта-Мария-сопра-Минерва. 1667
- Статуя Св. Екатерины Сиенской. 1662—1663. Капелла Мадонны дель Вото (Капелла Киджи). Кафедральный собор, Сиена